# 2025-ös angol labdarúgó-szuperkupa
A 2025-ös angol labdarúgó-szuperkupa (angolul: The FA Community Shield), a kupa 103. kiírása, amelyet a 2024–25-ös Premier League-szezon-győztese, a Liverpool, és a 2024–25-ös FA-kupa győztese, a Crystal Palace, között került megrendezésre 2025. augusztus 10-én, a Palace büntetőkkel diadalmaskodott 3–2-re, első szereplésül volt a döntőben. Sorozatban harmadjára dőlt el a szuperkupa büntetőkkel.
Az előző évi győztes a Manchester City volt, miután a 2024-es döntőben büntetőkkel legyőzték a Manchester Unitedet (1–1, t. 7–6).

## A mérkőzés
| 2025. augusztus 10. 15:00 (GMT) |

| Crystal Palace                 | 2–2               | Liverpool                                    |
| ------------------------------ | ----------------- | -------------------------------------------- |
| Mateta 17' (11-esből) Sarr 77' | (1–2) Jegyzőkönyv | Ekitiké 4' Frimpong 21'                      |
| Büntetőpárbaj                  |                   |                                              |
| Mateta Eze Sarr Sosa Devenny   | 3–2               | Szaláh Mac Allister Gakpo Elliott Szoboszlai |

| Wembley Stadion, London Nézőszám: 82 645 Játékvezető: Chris Kavanagh |

| GK             | 1  | Dean Henderson       |  |       |
| CB             | 26 | Chris Richards       |  |       |
| CB             | 5  | Maxence Lacroix      |  |       |
| CB             | 6  | Marc Guéhi (c)       |  | 90+4' |
| RM             | 2  | Daniel Muñoz         |  |       |
| CM             | 20 | Adam Wharton         |  | 85'   |
| CM             | 18 | Kamada Daicsi        |  | 29'   |
| LM             | 3  | Tyrick Mitchell      |  | 79'   |
| RF             | 7  | Ismaïla Sarr         |  |       |
| LF             | 10 | Eberechi Eze         |  |       |
| CF             | 14 | Jean-Philippe Mateta |  |       |
| Cserék:        |    |                      |  |       |
| GK             | 44 | Walter Benítez       |  |       |
| DF             | 17 | Nathaniel Clyne      |  |       |
| DF             | 24 | Borna Sosa           |  | 79'   |
| DF             | 59 | Rio Cardines         |  |       |
| MF             | 8  | Jefferson Lerma      |  | 85'   |
| MF             | 19 | Will Hughes          |  | 29'   |
| MF             | 55 | Justin Devenny       |  | 90+4' |
| FW             | 21 | Romain Esse          |  |       |
| FW             | 22 | Odsonne Édouard      |  |       |
| Menedzser:     |    |                      |  |       |
| Oliver Glasner |    |                      |  |       |

| GK         | 1  | Alisson              |     |     |
| RB         | 30 | Jeremie Frimpong     |     |     |
| CB         | 5  | Ibrahima Konaté      | 43' |     |
| CB         | 4  | Virgil van Dijk (c)  |     |     |
| LB         | 6  | Kerkez Milos         |     | 84' |
| CM         | 17 | Curtis Jones         |     | 71' |
| CM         | 8  | Szoboszlai Dominik   |     |     |
| RW         | 11 | Mohamed Szaláh       | 87' |     |
| AM         | 7  | Florian Wirtz        | 44' | 84' |
| LW         | 18 | Cody Gakpo           |     |     |
| CF         | 22 | Hugo Ekitiké         |     | 71' |
| Cserék:    |    |                      |     |     |
| GK         | 25 | Giorgi Mamardashvili |     |     |
| DF         | 26 | Andrew Robertson     |     | 84' |
| MF         | 3  | Endó Vataru          |     | 71' |
| MF         | 10 | Alexis Mac Allister  |     | 71' |
| MF         | 19 | Harvey Elliott       |     | 84' |
| MF         | 42 | Trey Nyoni           |     |     |
| FW         | 14 | Federico Chiesa      |     |     |
| FW         | 50 | Ben Doak             |     |     |
| FW         | 73 | Rio Ngumoha          |     |     |
| Menedzser: |    |                      |     |     |
| Arne Slot  |    |                      |     |     |

| A mérkőzés legjobbja: Ismaïla Sarr (Crystal Palace) Játékvezetői asszisztensek: James Mainwaring (Lancashire) Wade Smith (Manchester) Negyedik játékvezető: Tony Harrington (Durham) Tartalékjátékvezető: Akil Howson (Leicestershire és Rutland) Videóbíró: Paul Tierney (Lancashire) Videóbíró asszisztense: Nick Hopton (Derbyshire) | Szabályok - 90 perc játékidő. - Döntetlen esetén büntetőrúgások. - Kilenc nevezhető cserejátékos, hat cserelehetőség |